# Milan Jezdimirović
Milan Jezdimirović (in serbo Милан Јездимировић?; Užice, 5 settembre 1996) è un calciatore serbo, difensore svincolato.

## Carriera

### Club
Il 19 luglio 2019 viene acquistato a titolo definitivo dalla squadra serba dello Zlatibor Čajetina.